# Рихард Зигмонди
Рихард Адолф Зигмонди (или Жигмонди) (на немски: Richard Adolf Zsigmondy) е австро-унгарски химик, спечелил Нобелова награда за химия през 1925 г. Занимава се основно с изследване на колоидите.

## Биография

### Ранни години
Зигмонди е роден във Виена, Австро-Унгария. Той е дете на унгарците Ирма Сакмари, поетеса от Мартонвасар, и Адолф Зигмонди, учен от Братислава, който изобретява няколко хирургически инструмента за стоматологията. Семейството са лутерани. Рихард е отгледан от майка си след ранната смърт на баща му през 1880 г. и получава добро образование. Като малък обича планинското катерене с братята си, като двамата му по-големи братя (Ото и Емил) по-късно стават известни алпинисти. По-малкият му брат (Карл) става известен математик във Виена. В средното училище Ричард проявява интерес към естествените науки, особено към химията и физиката, и експериментира в домашната си лаборатория.
Започва академичната си кариера в медицинския факултет на Виенския университет, но скоро след това се премества във Виенския технически университет, а по-късно и в Мюнхенския университет, за да изучава химия при Вилхелм фон Милер (1848 – 1899). В Мюнхен той изучава индена и получава докторска степен през 1889 г.

### Кариера
Зигмонди изоставя органичната химия, за да се присъедини към групата по физика на Август Кунт в Берлинския университет. През 1893 г. завършва хабилитацията си в Грацкия университет. Поради познанията му в областта на стъклото и оцветяването му, през 1897 г. компанията Schott му предлага работа, която той приема. През това време той изучава рубиновото стъкло.
Зигмонди напуска компанията през 1900 г., но остава в Йена като частен лектор и продължава изследванията си. Заедно с производителя на оптически инструменти Zeiss, той разработва ултрамикроскропа. Научната му кариера продължава в Гьотингенския университет от 1908 г., където остава до края на професионалната си кариера като професор по неорганична химия. През 1925 г. Зигмонди получава Нобелова награда за химия за работата си по установяването на хетерогенната природа на колоидите и използваните във връзка с това методи, включително и ултрамикроскопа.
Преди Зигмонди да завърши докторската си дисертация по органична химия, той публикува изследвания относно оцветяването на стъкло със сребърни соли и разтворени сребърни частици, които той получава чрез разтваряне на стъклото във флуороводородна киселина.
По време на престоя си в Грац, Зигмонди провежда най-забележителната си изследователска работа върху химията на колоидите. Точният механизъм, чрез който се получава червеният цвят на рубиново стъкло, е резултат на неговите изследвания на колоидите. По-късно той работи върху златните хидрозоли и ги използва за характеризиране на протеинови разтвори. В Йена той разработва ултрамикроскопа, а в Гьотинген подобрява оптическото си оборудване за наблюдаване на най-фините наночастици, разтворени в течен разтвор. Въвежда подобрения имерсионен ултрамикроскоп през 1912 г.

### Личен живот
През 1903 г. Зигмонди се жени за Лаура Луизе Мюлер, от която има две дъщери – Анемари и Кате. Зигмонди умира през 1929 г., няколко години след пенсионирането си, в Гьотинген, Ваймарската република.